# Chapinophis xanthocheilus
Chapinophis xanthocheilus là một loài rắn trong họ Rắn nước. Loài này được Campbell & Smith miêu tả khoa học đầu tiên năm 1998.